# Eudactylota
Eudactylota is een geslacht van vlinders van de familie tastermotten (Gelechiidae).

## Soorten
- E. abstemia Hodges, 1966
- E. barberella (Busck, 1903)
- E. diadota Hodges, 1966
- E. iobapta (Meyrick, 1927)
- E. prosectrix (Meyrick, 1935)